# Raiivka, Șîșakî
Raiivka (în ucraineană Раївка) este un sat în comuna Fedunka din raionul Șîșakî, regiunea Poltava, Ucraina.

## Demografie
Componența lingvistică a localității Raiivka
     Ucraineană (100%)
Conform recensământului din 2001, toată populația localității Raiivka era vorbitoare de ucraineană (100%).